# Alice Wells

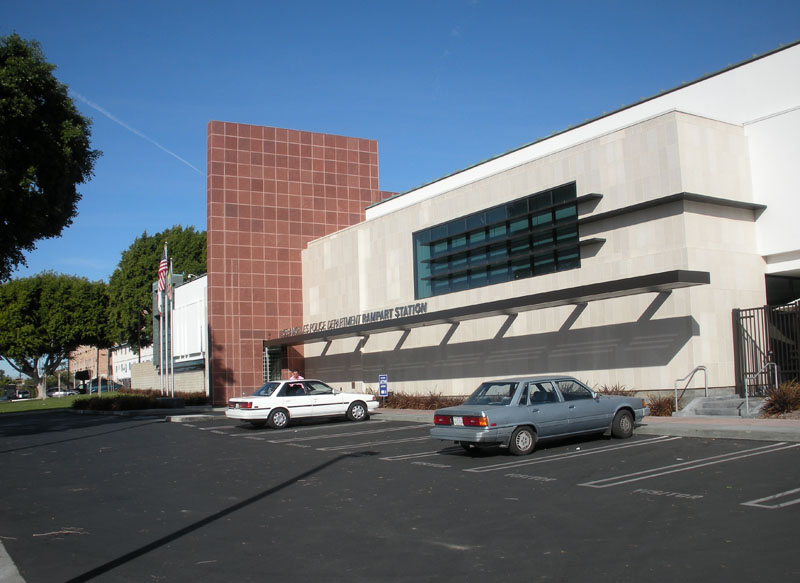
Rampart station för Los Angelespolisen idag

Alice Stebbins Wells, född 13 juni 1873 i Manhattan, Kansas, död 17 augusti 1957 i Los Angeles, Kalifornien, var en amerikansk pingstvän som 1910 blev den första kvinnliga poliskonstapeln med fullständiga polisiära befogenheter i USA.

## Biografi
Wells växte upp i amerikanska Mellanvästern och genom sitt sociala och kyrkliga arbete kom hon i kontakt med de problem som uppstod när barn och kvinnor blev inblandade i polisärenden.
Vid den tiden fanns inga kvinnliga poliser och hon fick ansöka hos borgmästaren, polischefen och stadsfullmäktige för att kunna tillträda tjäns som polis. Den 12 september 1910 avlade Wells sin polised när hon upptogs i Los Angeles poliskår. Hon fick "Policewoman's Badge number 1" och hennes första arbetsuppgifter bestod av att se efter ungdomar på dansställen, spelhallar och liknande inrättningar.
Wells ovanliga yrkesval uppmärksammades i media och hon blev ofta ifrågasatt när hon visade upp sin polisbricka i tjänsten. 1914 spelades filmen "The Policewoman" in där Wells själv spelade huvudrollen.
1915 grundade Wells "International Association of Police Women", en internationell organisation för kvinnliga poliser. På egen bekostnad reste hon runt i USA och Kanada för att föreläsa om förebyggande ungdomsinsatser och behovet av kvinnliga poliser.
Wells tjänstgjorde inom Los Angeles poliskår till den 1 november 1940.
1957 avled Wells vid en ålder av 84 år. Hon ligger begravd på begravningsplatsen Forest Lawn Memorial Park i Glendale.

## Eftermäle
Wells öppnade vägen för kvinnor inom poliskåren och 1915 hade kvinnliga poliser redan börjat tjänstgöra i ytterligare 16 amerikanska städer.
1937 tjänstgjorde 39 kvinnliga poliser inom Los Angeles poliskår och vid tiden för Wells död 1957 tjänstgjorde 1513.